# Poeci atomu
Poeci atomu (is. Atómskáld) – islandzka szkoła poetycka istniejąca w latach 50. XX wieku, publikująca głównie w pierwszych wydaniach czasopisma „Birtingur” (1950–1968). Należeli do niej: Jón Óskar, Einar Bragi, Thor Vilhjálmsson, Sigfús Dadason, Hannes Sigfússon, Stefán Hördur Grímsson, Matthías Jóannesson i Jón úr Vör.
Poeci atomu nawiązywali głównie do francuskiego surrealizmu oraz egzystencjalizmu; w swoich utworach wyrażali niepokój i obawę przed wojną atomową, chaosem moralnym i innymi zagrożeniami współczesności. Usiłowali otworzyć literaturę islandzką na wartości europejskie. Ponieważ inspirowali się głównie twórczością André Bretona, Roberta Desnosa i Paula Éluarda, w poetyce islandzkiej szkoły dominował wiersz wolny i metafora charakteryzująca się nietypowymi zestawieniami poetyckich obrazów. Krytycy literaccy dostrzegli także podobieństwo pomiędzy np. twórczością Hannesa Sigfússona a poezją Thomasa Stearnsa Eliota. Natomiast Thor Vilhjálmsson oprócz poezji zajmował się także prozą, która cechowała się monologiem wewnętrznym, genologicznym synkretyzmem oraz wymieszanymi płaszczyznami czasowymi.
Reprezentatywnymi tomikami wydanymi w ramach szkoły są: Jóna Óskara Nóttin á herdum okkar (Noc w naszych ramionach, 1958), Einara Bragi Hreintjarnir (Przezroczyste jeziora, 1960), Hannesa Sigfússona Strandid (Katastrofa, 1955) i Sprek á eldinn (Łuczywo, 1961). W 1954 roku opublikowano antologię poezji szkoły, zebraną przez Magnúsa Ásgeirssona Ljód ungra skálda 1944–1954 (Wiersze gniewnych poetów 1944–1954).
Nazwa szkoły została nadana przez ich literackich przeciwników – przypuszcza się, że stanowi nawiązanie do powieści Halldóra Kiljana Laxnessa Atómstödin (Baza atomowa, 1948).